# Barrio del Monte
Barrio del Monte är en ort i kommunen San Simón de Guerrero i delstaten Mexiko i Mexiko. Samhället hade 120 invånare vid folkräkningen 2020.